# カオスパニック
『カオスパニック』は、KBS京都でかつて放送されていた若者向けの情報バラエティ番組。1995年から数年間放送された。本番組、そして『カオスTV』と続いた深夜番組シリーズの第一弾である。
番組は「京都の地マタの情報バラエティ番組」と称して京都市内の飲食店などを紹介。メインキャスターは川本勇、NONちゃんが務めていた。初代のアシスタントはパニックスという学生集団だったが、番組リニューアル以後はますだおかだ、科学と学習、吉田ジョージ、クルックル寺本などがアシスタントを務めていた。

## 出演者
- 川本勇
- ますだおかだ（増田英彦・岡田圭右）
- オセロ（中島知子・松嶋尚美）
- のイズ

| スタブアイコン | サブスタブ | この項目は、まだ閲覧者の調べものの参照としては役立たない、テレビ番組に関連した書きかけの項目です。この項目を加筆・訂正などしてくださる協力者を求めています（P:テレビ/PJ:放送または配信の番組）。 |